# Gerhard Vill
Gerhard Vill (* 30. Mai 1951 in Erlangen) ist ein deutscher Jurist. Er war von 2003 bis 2016 Richter am Bundesgerichtshof.

## Leben und Wirken
Vill trat nach Abschluss seiner juristischen Ausbildung 1979 als Regierungsrat zur Anstellung in den Justizdienst des Freistaats Bayern ein. Nachdem er im Bayerischen Staatsministerium der Justiz tätig gewesen war, wurde er 1982 zum Staatsanwalt beim Landgericht München I ernannt. 1983 wechselte er als Richter am Landgericht an das Landgericht München II. Es folgte von Januar 1985 bis Juli 1992 eine Verwendung im Bayerischen Staatsministerium der Justiz als Oberregierungsrat, seit Januar 1987 als Regierungsdirektor und seit April 1991 als Ministerialrat. Im August 1992 wurde Vill zum Richter am Oberlandesgericht München ernannt. Von November 1997 an war er wiederum im Bayerischen Staatsministerium der Justiz tätig, seit Oktober 2002 als Leitender Ministerialrat.
Nach seiner Ernennung zum Richter am Bundesgerichtshof im September 2003 wies das Präsidium Vill dem vornehmlich für das Zwangsvollstreckungs- und Insolvenzrecht sowie das Berufsrecht der Rechtsanwälte und Steuerberater zuständigen IX. Zivilsenat zu. Für diesen Senat war er stellvertretendes Mitglied im Großen Senat für Zivilsachen sowie in dem Gemeinsamen Senat der obersten Gerichtshöfe des Bundes. Vill trat am 31. Oktober 2016 in den Ruhestand.